# Vlachova Lhota
Vlachova Lhota é uma comuna checa localizada na região de Zlín, distrito de Zlín.